# Nagbukel
Nagbukel é um município de  quinta classe de renda municipal (d) na província Ilocos Sul, nas Filipinas. De acordo com o censo de 1 de maio  de  2020 possui uma população de 5 465 pessoas e 1 361 domicílios.